# Canon EOS 7D Mark II
EOS 7D EOS R7 (hybride)
Le Canon EOS 7D Mark II est un appareil photographique reflex numérique de 20 mégapixels doté d'un capteur CMOS au format APS-C fabriqué par Canon, annoncé le 14 septembre 2014, il est commercialisé début novembre.

## Caractéristiques
- Capteur CMOS APS-C de 20,2 mégapixels effectifs
- Double processeur d'images DIGIC 6 14 bits
- Mode Live View
- Viseur optique avec une couverture de 100 % et un grossissement de 1.0× avec un objectif de 50 mm
- 10 images par seconde en mode rafale
- Sensibilité ISO 100 – 16000 (extensible à 51200)
- Écran LCD Clear View II de 3 pouces (7,7 cm) 1 040 000 points
- Système auto-focus à 65 collimateurs croisés. Le collimateur central est de type croix double à haute précision avec une sensibilité de -3 EV
- Système de mesure lumière sur 252 zones SPC double couche (capteur 150 000 pixels)
- Vidéo full HD à 60 im./s avec autofocus continu (AF CMOS Dual Pixel)
- Localisation GPS
- Boîtier en alliage de magnésium
- Flash rétractable
- Intervallomètre
- Boîtier étanche (résistance à l'eau et à la poussière)
- Système intégré de correction automatique de distorsion d'objectif pour la plupart des objectifs Canon produits depuis 1995[1]

## Récompense
Canon a reçu pour ce boîtier le prix TIPA (Technical Image Press Association) du « meilleur reflex expert » en 2015.